# Zell (Fichtelgebirge)
Zell település Németországban, azon belül Bajorországban. Lakosainak száma 1880 fő (2023. december 31.).

## Népesség
A település népessége az elmúlt években az alábbi módon változott:
| Lakosok száma | 1200 | 1507 | 2118 | 2097 | 2062 | 2041 | 1946 | 1921 | 1873 | 1880 |
|               | 1875 | 1950 | 1975 | 2011 | 2013 | 2014 | 2016 | 2018 | 2021 | 2023 |